# جام باشگاهی آفریقا–آسیا ۱۹۸۸
جام باشگاهی آفریقا–آسیا ۱۹۸۸ سومین دوره جام باشگاهی آفریقا–آسیا بود که توسط کنفدراسیون فوتبال آفریقا (کاف) و کنفدراسیون فوتبال آسیا (ای‌اف‌سی) تأیید شد و بین برندگان جام قهرمانان آفریقا و جام باشگاه‌های آسیا برگزار شد.
فینال به صورت رفت و برگشت بین تیم ژاپنی یومیوری، قهرمان جام باشگاه‌های آسیا ۱۹۸۷، و تیم مصری الاهلی، قهرمان جام قهرمانان آفریقا ۱۹۸۷، برگزار شد.
بازی رفت در تاریخ ۲ سپتامبر ۱۹۸۹ به میزبانی یومیوری در ورزشگاه نیشیگاوکا در توکیو برگزار شد، در حالی که بازی برگشت در تاریخ ۲۲ سپتامبر ۱۹۸۹ به میزبانی الاهلی در ورزشگاه قاهره برگزار شد.
الاهلی مسابقه را در مجموع ۴–۱ برنده شد.

## تیم‌ها
| تیم     | نحوه صلاحیت                     | حضور قبلی (پررنگ نشانه قهرمانی است) |
| ------- | ------------------------------- | ----------------------------------- |
| یومیوری | قهرمان جام باشگاه‌های آسیا ۱۹۸۷  | نداشته                              |
| الاهلی  | قهرمان جام قهرمانان آفریقا ۱۹۸۷ | نداشته                              |

## جزئیات مسابقات

### بازی رفت
| یومیوری    | ۱–۳ | الاهلی                   |
| ---------- | --- | ------------------------ |
| - تاکدا ۳' |     | - حسن ۱۸'، ۷۷' - سعد ۶۲' |

### بازی برگشت
| الاهلی       | ۱–۰ | یومیوری |
| ------------ | --- | ------- |
| - ابوزید ۴۰' |     |         |